# 曹協
曹 協（そう きょう、生没年不詳）は、中国三国時代の人物。魏の初代皇帝である曹丕の庶子。母は李貴人。子は曹尋。

## 事績
早逝したという。太和5年（231年）に領国と諡を追贈され、経の殤公となった。青龍2年（234年）、賛の哀王に改封された。
青龍3年（235年）、子の殤王・曹尋が後継ぎとして立てられた。景初3年（239年）、900戸を加増され、領邑3000戸となった。正始9年（248年）に曹尋は死去し、子はなく、領国は没収された。